# Bioom
Biomen zijn de zes grote vegetatiezones op aarde waar de milieufactoren, in het bijzonder het klimaat en de overheersende vegetatie, vergelijkbaar zijn, en tot op zekere hoogte, ook de hieraan aangepaste dieren en andere organismen.
Klassiek worden zes primaire biomen onderscheiden:
- tropische bossen
- loofbossen
- naaldbossen
- graslanden
- woestijnen
- toendra's

Deze zes biomen kennen een verdere onderverdeling, zoals het sub-bioom tropisch regenwoud, binnen het bioom tropisch bos.

## WWF-biomen

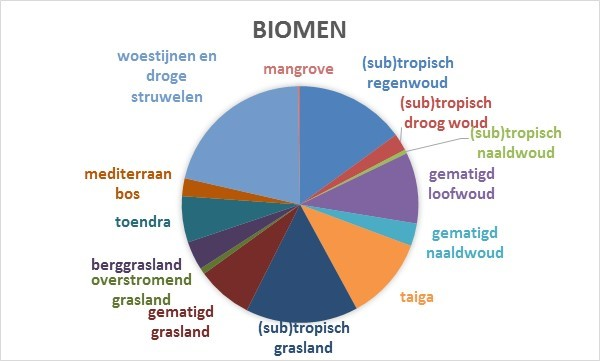
Het aandeel naar oppervlak van de 14 WWF-biomen

Het World Wide Fund for Nature (WWF) onderscheidt 14 biomen. Het grootteaandeel van de 14 biomen varieert. De woestijnen en droge struwelen vormen het grootste bioom, de mangrovebossen het kleinste.
Het WWF verdeelt deze biomen verder in ecoregio's.
In de WWF-code van een ecoregio wordt onderstaande nummering gebruikt. Bijvoorbeeld de ecoregio waarin Nederland en Vlaanderen liggen heeft de code PA0402. Het 04 deel daarvan geeft aan dat het bioom ervan tot de Gematigd loofbos en gemengd bos behoort. Het voorvoegsel PA geeft aan dat de ecozone het Palaearctische gebied is.

## Andere indelingen
Het WWF heeft niet als enige gepoogd een indeling naar biomen te maken. Er zijn ook andere indelingen, bijvoorbeeld naar vegetatie